# Закон Мефри
Закон Мефри (англ. Muphry’s law) — принцип, который гласит: «Если вы письменно критикуете чью-то редактуру или корректуру, то обязательно допу́стите ошибку». (англ. If you write anything criticizing editing or proofreading, there will be a fault of some kind in what you have written). Название этого принципа происходит от «закона Мерфи» с намеренно сделанной опечаткой.

## Другие формулировки
Существуют и другие формулировки принципа, обычно связанные с интернет-общением, в том числе:
- Правило Амхофера: «Статьи о писательском мастерстве обычно написаны плохо.» Названо в честь редактора Джозефа Амхофера.[1]:357
- Закон Скитта: «В любом сообщении с указанием на ошибку в другом сообщении будет как минимум одна ошибка.» Назван в честь Скитта, автора статей в новостной группе alt.usage.english на Usenet.[2]
- Закон Хартмана о воздаянии прескриптивистам: «В любой статье или высказывании о правилах грамматики, пунктуации или правописания непременно будет хоть одна ошибка.» Назван в честь журналиста Джеда Хартмана.
- Железный закон занудства: «Шансы допустить грамматическую ошибку выше всего, когда вы поправляете чью-то чужую ошибку.» Сформулирован блогером Zeno.[3][4]
- Закон Маккина: «Любая придирка к речи или письму другого человека будет содержать как минимум одну грамматическую или речевую ошибку или опечатку.»[5]
- Первый закон Юзнета, сформулированный Беллом: «Споры о правописании и/или грамматике полны орфографических и/или грамматических ошибок.» Назван в честь Эндрю Белла, автора статей в группе alt.sex на Usenet.[6]

Другие варианты принципа гласят, что ошибки в напечатанной («Закон Кларка о документах») или изданной («Закон Баркера о корректуре») работе обнаруживаются уже после печати, но никак не во время корректуры,:22,61 а ошибки в отправленном электронном письме отправитель видит только тогда, когда перечитывает его из папки «Отправленные».
Илья Ильф: «Решено было не допустить ни одной ошибки. Держали двадцать корректур, и всё равно на титульном листе было напечатано: „Британская энциклопудия“».

## История
Джон Бэнгсанд из общества редакторов (Виктория) в Австралии определил закон Мефри как «редакторскую версию знаменитого закона Мерфи» и опубликовал его в 1992 году в Бюллетене общества редакторов.

Закон в версии Бэнгсанда гласит:

(а) если вы письменно критикуете чью-то редактуру или корректуру, то обязательно допустите ошибку; 

(б) если автор книги благодарит вас за редактуру или корректуру, в книге есть ошибки; 

(в) чем больше пафоса в пунктах (а) и (б), тем нелепей ошибка; 

(г) любая книга о редактуре или стилистике внутренне противоречива.
Он добавляет:
Закон Мефри утверждает, что если ошибка так и вопиет со страницы, её увидят все, кроме вас. Читатели всегда замечают неточности в названиях, заголовках, первых абзацах и первых строках любого текста. Здесь-то авторы, редакторы и корректоры обычно и делают ошибки.
Формулировка Бэнгсанда — не первое выражение распространенного мнения о несовершенстве редакторской критики или правки. В 1989 году Пол Диксон отметил высказывание редактора Джозефа Амхофера: «Статьи о писательском мастерстве обычно написаны плохо» и процитировал одного журналиста: «Амхофер, вероятно, первым так широко распространил это утверждение; но наверняка об этом думали во все времена.»:357 Более ранняя версия закона Мефри, хоть и не такая лаконичная, появилась в 1909 году в книге Амброза Бирса о писательском мастерстве:
Ни вкус, ни тщание не присущи человеку, полагающему себя судом последней инстанции, ибо все писатели, великие и не очень, — закоренелые грешники против света истины; и обвинителю их прекрасно известно, что его собственные работы (и эта книга не исключение) — источник многих «ужасных примеров», чуть реже, как он надеется, встречающихся в его последних трудах, нежели в ранних. Он, тем не менее, не считает дурным демонстрировать образчики чужих плохих текстов, а не собственных. Непогрешимый учитель в своей девственной чаще, он бросает семечки белоснежным черным дроздам.
«Пишите правильно: Черный списочек писательских грехов» (1909)Амброз Бирс